# Xylica graueri
Xylica graueri är en insektsart som beskrevs av Rehn, J.A.G. 1914. Xylica graueri ingår i släktet Xylica och familjen Bacillidae. Inga underarter finns listade i Catalogue of Life.